# Jerry Garcia
Jerome John Garcia (født 1. august 1942, død 9. august 1995) var en amerikansk musiker, som er bedst kendt for at være sangskriver og leadguitarist i rockbandet Grateful Dead, som han var med til at starte og som opnåede berømmelse under ungdomsoprøret i 1960'erne. Selv om han ikke brød sig om den rolle, anså mange Garcia for at være gruppens frontfigur. Han blev optaget i Rock and Roll Hall of Fame i 1994 som medlem af Grateful Dead.
Garcia optrådte med Grateful Dead gennem hele bandets 30-årige karriere (1965–1995). Garcia var også med i en række andre musikprojekter, nemlig Saunders-Garcia Band (med vennen Merl Saunders), Jerry Garcia Band, Old & In the Way, de akustiske duoer Garcia/Grisman og Garcia/Kahn, Legion of Mary og New Riders of the Purple Sage (som han startede sammen med John Dawson og David Nelson). Han udgav flere soloalbum, foruden at han gennem årene bidrog på andres album som studiemusiker. Han var kendt for sit karakteristiske guitarspil, og blev i 2003 rangeret som nr. 13 på Rolling Stone's liste over "100 Greatest Guitarists of All Time". I 2015-udgaven af listen er han rangeret som nr. 46.
Garcia var berømt for sin musikalske og tekniske kunnen, især evnen til at spille på mange forskellige instrumenter, og gerne lange improvisationer. Garcia mente, at det at improvisere var afstressende for hans spil og ansporede ham til musikalske øjebliksbeslutninger, han ellers ikke ville have taget. I et interview i 1993 i Rolling Stone fortalte Garcia, at "selv foretrækker jeg at improvisere, at finde på undervejs. Det med at plukke, bevidst at fravælge muligheder, har jeg svært ved". Ideen med improvisationsformen, som stammede fra "acid test"-dagene i 1965-66, var nærmere at gå på opdagelse i musikken end at spille en allerede skrevet sang.
Da Garcia blev ældre, fik han diabetes. I 1986 lå han i fem dage i en diabetes-koma, som næsten kostede ham livet. Selv om han kom sig noget efter denne hændelse, havde han stadig problemer med overvægt, søvnapnø, rygning og følger af langvarig heroin- og kokainmisbrug. Han døde af et hjerteanfald kort tid efter sin 53 års fødselsdag på et afvænningscenter i Californien.

## Tidlige år
På faderens side stammede Garcias familie fra Galicien i det nordvestlige Spanien, hvorfra de var udvandret i 1919, mens hans mor havde irske og svenske aner. Garcia fødtes i Excelsior-kvarteret i San Francisco den 1. august 1942, som søn af Jose Ramon "Joe" Garcia og Ruth Marie "Bobbie" Garcia, født Clifford, som selv kom fra San Francisco. Lille Jerome John blev opkaldt efter komponisten Jerome Kern. Han havde en storebror, Clifford Ramon "Tiff", født 1937. Kort før Cliffords fødsel åbnede faderen Jose sammen med en partner en bar i centrum af San Francisco, bl.a. foranlediget af, han var blevet smidt ud af sin musiker-fagforening, fordi han havde arbejdet sort.
Garcia fattede tidligt interesse for musik, og det meste af sin barndom modtog han klaverundervisning. Faderen, hvis store familie som oftest sang når de mødtes, havde tidligere været professionel musiker, mens moderen gerne spillede klaver.
I 1946 mistede Garcia de yderste to led af sin højre langfinger, da øksen smuttede for hans bror, mens de to kløvede brænde på en ferie i Santa Cruz Mountains. Garcia indrømmede senere, at han ofte som ung blærede sig med sin finger over for andre børn i nabolaget.
Mindre end et år efter uheldet med fingeren døde faderen under en ferie ved Arcata i det nordlige Californien. Mens han fiskede, med stang og flue, i Trinity River, som ligger i Six Rivers National Forest, mistede Jose fodfæstet og blev ført med vandet og druknede, inden andre fiskere kunne nå at redde ham. Garcia påstod, han var vidne til faderens ulykke, men Dennis McNally, forfatter til bogen A Long Strange Trip: The Inside Story of the Grateful Dead, er af den opfattelse, at Garcia havde hørt andre fortælle om ulykken så mange gange, at han til sidst var overbevist om, han selv var vidne til den. Blair Jackson, som skrev Garcia: An American Life, har bemærket, at en artikel i en lokal avis omtalte faderens ulykke uden at nævne noget om, at Jerry skulle have været vidne.

### Excelsior-kvarteret
Efter faderens død overtog moderen baren inde i San Francisco, idet hun købte partneren ud og selv arbejdede der på fuld tid. De to drenge kom til at bo hos moderens forældre, Tillie og William Clifford. I de fem år Garcia boede hos sine bedsteforældre havde han det ret frit. I skolen, Monroe Elementary School, blev Garcia af sin lærer i tredje klasse kraftigt opmuntret til at arbejde med sine kunstneriske sider; gennem hende opdagede han, at man godt kunne have kreativt arbejde som levevej. Garcia har fortalt, at hans bedstemor på denne tid præsenterede ham for country- og bluegrass-musik, som hun gerne hørte i radioen, bl.a. fra Grand Ole Opry. Det var også på denne tid, Garcia begyndte at spille banjo, hans første strengeinstrument.

### Menlo Park
I 1953 giftede Garcias mor sig med Wally Matusiewicz, og de to sønner flyttede tilbage til moderen og den ny stedfar. Men kvarteret var nu blevet ret barsk, og moderen flyttede derfor familien længere ud af byen, til forstaden Menlo Park. Her oplevede Garcia både racisme and antisemitisme, som han begge afskyede. Samme år præsenterede storebroderen Garcia for både rock and roll og rhythm and blues, og han lyttede nu til Ray Charles, John Lee Hooker, B. B. King, Hank Ballard, og senere Chuck Berry. Clifford lærte teksten udenad til de sange, han godt kunne lide, og satte sin lillebror til at spille akkorder til, noget som Garcia senere mente gav ham meget af sit tidlige musikalsk gehør.
I sommeren 1957 begyndte Garcia at ryge cigaretter, og senere marihuana. Garcia mindedes senere sin første oplevelse med marihuana: "Mig og en af mine venner tog op i bakkerne omkring San Francisco med to joints, som vi røg, og vi blev så høje og grinede og råbte og tumlede ned i gaderne og hoppede og tossede rundt og havde det skidesjovt".
På denne tid modtog Garcia også undervisning på det privatejede kunstakademi San Francisco Art Institute, som skulle blive den eneste skole, hvor Garcia var stolt over at gå. Hans lærer var her den senere berømte maler og billedhugger Wally Hedrick, som tilskyndede Garcia til at udvikle sine færdigheder inden for tegning og maling. Det var også Hedrick, som præsenterede Garcia for Jack Kerouacs bøger, noget som Garcia senere nævnte som en stor indflydelse for ham. Således skulle Kerouacs On the Road blive en øjenåbner for Garcia: "Wally lærte mig, at kunst ikke er noget du laver, men noget du er." Hedrick var derfor ikke blot et forbillede for Garcia hvad angår malerkunst, men også med hensyn til livsstil, og Garcia opfattede Hedrick som en ægte beatnik. På sin side fandt Hedrick Garcia både begavet og hip, og foreslog Garcia at opsøge de litteraturcafeer, fx den berømte Co-Existence Bagel Shop, hvor beatnikkerne holdt til. Det var også gennem Hedrick, den unge Garcia stiftede bekendtskab med akustisk blues.

### San Francisco
I juni 1957 afsluttede Garcia sin skolegang på den lokale skole Menlo Oaks. Så flyttede han med familien tilbage til San Francisco, hvor de flyttede ind i en lejlighed oven på familiens bar, som i mellemtiden var blevet flyttet til et nyt sted, for at give plads til et vejbyggeri hvor den gamle bar lå. Til sin 15 års fødselsdag to måneder senere fik Garcia af sin mor en harmonika, til hans store skuffelse. Garcia havde længe været fascineret af rhythm & blues-musikere, især Chuck Berry og Bo Diddley, og derfor ønskede han sig brændende en elektrisk guitar. Efter nogen diskussion byttede hans mor harmonikaen med en Danelectro-guitar med en lille forstærker fra en lokal pawnshop. Garcias stedfar, som havde forstand på instrumenter, hjalp Garcia med at stemme guitaren.

### Cazadero
Efter en kort afstikker til Denman Junior High School tog Garcia nu sin tiende klasse i 1958 på Balboa High School, hvor han dog ofte pjækkede og kom op at slås. Derfor flyttede Garcias mor året efter igen familien til et roligere sted, nemlig den lille by Cazadero i Sonoma County 140 km nord for San Francisco. Flytningen passede ikke Garcia, som nu skulle 50 km med bus for at komme til nærmeste skole, Analy High School i Sebastopol. Her kom Garcia dog med i et skoleorkester, som vandt en konkurrence og derfor fik lov at indspille en sang af eget valg. De valgte sangen "Raunchy" af Bill Justis.

## Musikalsk løbebane

### Optakt
Da Garcia engang i 1960 stjal sin mors bil, fik han valget mellem fængsel eller at komme i hæren, U.S. Army. Han valgte det sidste og blev rekrut på Fort Ord. Efter en tid blev han overført til Fort Winfield Scott lige uden for San Francisco. Garcia tog meget afslappet på sit forhold til hæren, og udeblev ofte fra tjeneste. Han blev derfor fritaget for tjeneste i december 1960.
En januardag i 1961 kørte Garcia hen for at besøge sin gamle skolekammerat Laird Grant, i en brugt Cadillac sedan, han havde købt af en kok i hæren og som kun lige nåede frem, før den brød sammen. Garcia boede de næste uger rundt omkring hos venner, og til sidst boede han i bilen. Gennem Grant mødte Garcia i februar Dave McQueen, som efter at have hørt Garcia spille blues, præsenterede ham for folk på "the Chateau", et bofællesskab nær Stanford University, hvor folk gerne hang ud.
Den 20. februar 1961 kørte Garcia i bil sammen med nogle venner: Paul Speegle, en sekstenårig bekendt, Lee Adams, leder af bofællesskabet og fører af bilen, og kammeraten Alan Trist. De kørte ræs forbi Palo Alto Veterans Hospital, og i et sving kørte de med omkring 140 km/t ind i autoværnet, så bilen rullede rundt. Garcia blev slynget ud af forruden med en sådan kraft, at han blev trukket ud af sine sko, og landede på en mark; senere kunne han ikke huske hændelsen. Lee Adams, der kørte, og Alan Trist, som sad bagi, blev også slynget ud, og fik hhv mavelæsioner og brud på rygsøjlen. Garcia slap med et brækket kraveben, mens Speegle, som forblev i bilen, omkom.
Den ansvarsløse kørsel og ulykken fik Garcia til at vågne op, og senere sagde han: "Dér begyndte mit liv. Før ulykken brugte jeg ikke mine evner, jeg dovnede, men her blev jeg mentalt slynget et nyt sted hen. Det var som at få en chance til, og jeg tog den til mig." Garcia indså nu, at han måtte gøre mere ved sit guitarspil, og til gengæld opgive at tegne og male.
I April 1961 mødte Garcia Robert Hunter, som gennem de næste mange år skulle blive Garcias ven, og i samarbejde med ham tekstforfatter for Grateful Dead. De to begyndte at komme på scener rundt omkring i området, bl.a. i den allerede dengang berømte Kepler's boghandel i Menlo Park. Garcia gav her sin første koncert, med Hunter, hvor de hver tjente fem dollars. De to var også med i bands med David Nelson (Wildwood Boys og Hart Valley Drifters), som senere spillede med Garcia i New Riders of the Purple Sage og også bidrog til Grateful Dead-sange.
I 1962 mødte Garcia Phil Lesh, som senere blev bassist i Grateful Dead, til en fest i Perry Lane-kvarteret i Menlo Park (hvor også forfatteren Ken Kesey boede). I sin selvbiografi har Lesh beskrevet, hvordan Garcia mindede ham om billeder han havde set af komponisten Claude Debussy, med mørkt, krøllet hår, fipskæg og et særligt udtryk i øjnene. En gang de var sammen til en fest i Palo Alto spurgte Lesh Garcia, om ikke Lesh skulle optage ham på sin båndoptager, så de kunne lave et radioprogram til den nye hippe lokalradio KPFA i Berkeley. På en gammel Wollensak-båndoptager indspillede de bl.a. "Matty Groves" og "The Long Black Veil", og optagelserne blev en vigtig del af en halvanden-times særudsendelse på KPFA med titlen "The Long Black Veil and Other Ballads: An Evening with Jerry Garcia". KPFA og Grateful Dead har holdt forbindelsen lige til i dag, med støttearrangementer, interviews, liveoptagelser eller båndede optagelser, samt heldags- eller helweekends-maratonsendinger, kaldet "Dead-only".
Musik er min yoga, min meditation: det er godt at have en bestemt ting man kan arbejde med hver dag, og så selv kunne se hvordan man bliver bedre, kun på grund af ens egen indsats.
Garcia gav sig til at spille, og undervise i, akustisk guitar og banjo. En af hans elever var Bob Matthews, som senere var lydmand på mange af Grateful Deads album. Matthews gik på Menlo-Atherton High School og var her ven med Bob Weir, og nytårsaften 1963 bragte han Weir og Garcia sammen.
I årene 1962-64 optrådte Garcia mest med bluegrass, oldtime og anden folkemusik, bl.a. i bluegrass-orkestret Sleepy Hollow Hog Stompers, som havde Garcia på guitar, banjo, sang og mundharmonika, Marshall Leicester på banjo, guitar og sang, og Dick Arnold på violin og sang. Lidt senere dannede Garcia, Weir og Ron "Pigpen" McKernan, samt nogle andre, et jug band ved navn Mother McCree's Uptown Jug Champions. Det var på denne tid, at det psykedeliske stof LSD blev udbredt, og Garcia prøvede det første gang i 1964. Senere fortalte han om, hvordan stoffet påvirkede ham: "Ja, det ændrede alting [...] det befriede mig, fordi jeg pludselig indså, mine små forsøg på at leve et normalt liv aldrig ville ende godt. Heldigvis tog jeg ikke så meget af det, at det ødelagde noget; det gav blot en indsigt, som betød en stor lettelse".
I 1965 skiftede Mother McCree's Uptown Jug Champions navn til Warlocks, idet Phil Lesh kom med på basguitar og Bill Kreutzmann på trommer. Imidlertid opdagede det nye band, at et andet band (som senere blev til Velvet Underground) for nylig havde taget samme navn. Så var det, at Garcia fandt på navnet "Grateful Dead", ved at slå op på en tilfældig side i en Funk & Wagnalls-ordbog, hvor der stod en artikel om folklore-begrebet 'taknemmelige døde', som kan defineres som: en afdød, eller dennes engel, som viser sin taknemmelighed over for en fremmed, som ud af næstekærlighed har sørget for den afdødes begravelse. Men de øvrige i bandet brød sig ikke om navnet. Garcia fortalte senere: "Jeg brød mig egentlig ikke om navnet, jeg syntes bare det var stærkt. [Bob] Weir brød sig ikke om det, [Bill] Kreutzmann brød sig ikke om det, og ingen gad rigtig høre om det." På trods af gruppens modstand mod navnet spredte det sig fra mund til mund, og blev efter kort tid gruppens officielle navn.

### Med Grateful Dead
Garcia var i alle årene med Grateful Dead leadguitarist og sanger og sangskriver i bandet, med sange som "Dark Star", "Franklin's Tower" og "Scarlet Begonias", blandt mange andre. Robert Hunter, som havde et tæt samarbejde med bandet, skrev tekst til næsten alle Garcias sange.
Garcia var kendt for sine lange, følelsesfulde guitar-improvisationer, som ofte formede sig som en tæt sammenspillet vekselvirkning mellem ham og de øvrige i bandet. Både Garcias og bandets berømmelse hang afgjort sammen med deres evne til aldrig at spille en sang på samme måde to gange. Når Garcia startede en solo, tog han tit tråden op fra rytmeguitarist Bob Weir, for som han sagde "jeg ville sjældent kunne, hvis jeg selv skulle bygge den harmoniske bro mellem alt det der foregår rytmisk, med to på trommer og Phils [Lesh's] fantasifulde bas. Weirs evne til at gengive dette er usædvanlig. [...] Harmonisk set får jeg mange tegn fra Bob." Garcia har også beskrevet sit solospil således: "Det skifter hele tiden. Men jeg holder mig stadig meget til melodien og måden jeg synes den er inddelt i fraser på. De fleste soloer spiller jeg som fraser der følger melodien; mine fraser kan være tættere eller bare anderledes, men de kommer de samme steder i sangen."
Vi bestræber os på at behandle dem ordentligt og spille ærligt for dem, og ikke bare fyre et show af, der er planlagt i forvejen [efter] en eller anden showbiz-formel.
Garcias guitarspil var eklektisk, idet han sammenstykkede musik fra mange af de genrer som havde påvirket ham. Man kunne hos ham både høre et ekko af bluegrass (som hos Arthur Smith og Doc Watson), såvel som tidlig rock (navne som Lonnie Mack, James Burton og Chuck Berry), moderne blues (Freddie King og Lowell Fulsom), country and western (Roy Nichols og Don Rich), og jazz (Charlie Christian and Django Reinhardt) i Garcias spil. Foruden almindelig elektrisk guitar spillede Garcia også pedal steel guitar, og her kom inspirationen bl.a. fra pedal steel guitar-spiller Tom Brumley og country guitar-spiller Don Rich fra Buck Owens's "Buckaroos" band. Med hensyn til improvisation og solospil var jazz-saxofonisten John Coltrane vigtig for Garcia.
Om sin spillestil har Garcia sagt, at den "kom fra rock and roll- og country-guitar på værtshusene. Fordi dér kommer alle mine ting fra. Ligesom det der instrumental-blues de spillede sidst i halvtredserne og først i tresserne, som Freddie King". Garcias stil kunne nemt veksle fra sang til sang, og afhængig af hvilket instrument han spillede, men han havde nogle 'signaturer' i sit spil, fx figurer og fraser med rytmiske trioler (som det høres i sangene "Good Morning Little School Girl", "New Speedway Boogie", "Brokedown Palace", "Deal", "Loser", "Truckin'", "That's It for the Other One", "U.S. Blues", "Sugaree" og "Don't Ease Me In").[kilde mangler]
Garcia og Grateful Dead var næsten konstant på turné, fra bandet dannedes i 1965 og til Garcia døde i 1995, kun afbrudt af nogle pauser pga. udmattelse eller helbredsproblemer, ofte pga. Garcias narkotikamisbrug. Gennem deres tredive år gav Grateful Dead 2.314 koncerter.

### Sideprojekter
Ved siden af sit arbejde med Grateful Dead deltog Garcia i talrige musikalske sideprojekter. Udover rockorkestret Jerry Garcia Band var det fx bluegrass-bands som Old & In the Way. Det langvarige samarbejde mellem Garcia og bluegrass-mandolinspilleren David Grisman er dokumenteret i filmen Grateful Dawg, som bl.a. blev produceret af Pamela Hamilton, som også lavede en række programmer om Garcias og de øvrige Grateful Dead-medlemmers sideprojekter, hvoraf det sidste var et interview med Bob Weir efter Garcias død.
Andre grupper hvor Garcia spillede med var Black Mountain Boys, Legion of Mary, Reconstruction og Jerry Garcia Acoustic Band. Garcia beundrede også jazzmusikere og deres improvisationer: han spillede med jazz-pianisterne Merl Saunders og Howard Wales i årevis og i forskellige grupper og jam sessions, og han medvirkede på saxofonisten Ornette Colemans album fra 1988, Virgin Beauty. Samarbejdet med Merl Saunders og Muruga Booker på verdensmusik-albummet Blues From the Rainforest førte til dannelsen af Rainforest Band.[kilde mangler]
Garcia tilbragte megen tid i lydstudier med at hjælpe andre musikere med deres indspilninger, hvor han bidrog med guitar eller pedal steel guitar, foruden sang, samt af og til banjo eller klaver. Han medvirkede på mere end 50 studiealbums, som i stil spændte over bluegrass, rock, folk, blues, country, jazz, elektronisk musik, gospel, funk og reggae, og med navne som Tom Fogerty, David Bromberg, Robert Hunters album Liberty, Paul Pena, Peter Rowan, Warren Zevon, Country Joe McDonald, Pete Sears, Ken Nordine, Ornette Coleman, Bruce Hornsby, Bob Dylan, bandet It's a Beautiful Day, foruden mange andre. Garcias medvirken i 1995 på tre numre på cd'en Blue Incantation af guitaristen Sanjay Mishra blev hans sidste gæsteoptræden.[kilde mangler]
Et af de mere banebrydende album, hvor Garcia medvirkede, er Jefferson Airplanes Surrealistic Pillow fra 1967, hvor Garcia på pladecoveret står nævnt som "spiritual advisor" (åndelig rådgiver). Garcia fortalte i et interview ikke længe efter pladens udgivelse, at han spillede med på numrene "Today", "Plastic Fantastic Lover" og "Comin' Back to Me", mens andre har ment, hans bidrag til albummet var mindre omfattende. Garcia beskrev på et tidspunkt albummets musik med ordene "ligeså surrealistisk som en pude er blød", hvilket angiveligt inspirerede til albummets titel.
I begyndelsen af 1970'erne samarbejdede Garcia og de to andre Grateful Dead-medlemmer Phil Lesh og Mickey Hart, foruden David Crosby, med den MIT-uddannede komponist og biolog Ned Lagin på flere projekter omhandlende ambient musik, bl.a. albummet Seastones.[kilde mangler] Garcia bidrog i 1970 til lydsiden af den kontroversielle og anmelderkritiserede Antonioni-film Zabriskie Point, som handler om det amerikansk ungdomsoprør.
Garcia var kendt for sit spil på pedal steel guitar. I årene omkring 1970 spillede han dette instrument i San Francisco-bandet New Riders of the Purple Sage og medvirkede på deres debutalbum, foruden at han producerede deres live-album Home, Home on the Road fra 1974. Han spillede også pedal steel guitar på hittet "Teach Your Children" med Crosby, Stills, Nash & Young, foruden på Brewer & Shipley's album fra 1970 Tarkio. Selv om Garcia betragtede sig som begynder på pedal steel guitar, var han i disse år meget efterspurgt på dette instrument. Efter en lang pause genoptog han sit spil på pedal steel guitar på Grateful Deads turné med Bob Dylan i sommeren 1987.[kilde mangler]

## Billedkunst
I slutningen af 1980'erne vendte Garcia tilbage til den billedkunst, der havde fyldt en del af hans teenageår, og han gav sig til at lave tegninger, raderinger og akvareller. Hans kunst blev i årene 1989-96 udstillet på Weir Gallery i Berkeley tæt på San Francisco. Galleriet, ledet af Roberta Weir, sponsorerede Garcias første soloudstilling i 1990 og introducerede ham til nye grafiske teknikker og klargjorde raderingsplader, han kunne tegne på. Pladerne blev bearbejdet og tryk fremstillet af galleriet, som så lod Garcia godkende og signere trykkene, noget som tit foregik backstage ved Grateful Dead-koncerter. Garcias årligt tilbagevendende udstillinger på Weir Gallery tiltrak sig en del opmærksomhed og spredte sig til andre byer, bl.a. New York. Garcia var tidligt ude inden for digital kunst. Hans kunstneriske stil var nærmest lige så varieret som hans musikalske stil, og han havde altid en skitsebog med sig på turné. Roberta Weir har stadig et arkiv med Jerry Garcias kunst.
Garcias måske mest udbredte kunstværker er de mange slips, han designede, og som fremstilles af Stonehenge Ltd. og Mulberry Neckware. Nogle slips begyndte som raderinger, andre kom fra hans tegninger og malerier og digitale kunst. Garcia-kunsthåndværk kom senere til også at omfatte design af bl.a. hotelværelser, våddragter, sportsshorts, dametøj, boxershorts, hårspænder, skærf, silketørklæder og uldtæpper.

## Fodnoter
1. ↑  "In the early 1930s[...]Jose met Ruth Marie Clifford[...]they got married in 1934[...]they made their new home in San Francisco[...]in the blue-collar Excelsior District."[17] Jerry's mom, Ruth (also known as "Bobbie" to her family)...[18]
2. ↑  "During the Depression, the musicians union had what was called the Seven-Day Law, which prohibited members from working seven nights a week in order to spread the scarce work to as many members as possible. Typically, those who had steady jobs would play five nights a week and have two free nights. To supplement his income, Jose had been working a second job on his off-nights, and when the union found out, Jose was expelled."[25]